# Fältjordstjärna
Fältjordstjärna (Geastrum campestre) är en svampart som beskrevs av Morgan 1887. Fältjordstjärna ingår i släktet jordstjärnor och familjen jordstjärnor.  Arten är reproducerande i Sverige. Inga underarter finns listade i Catalogue of Life.